# Наниев, Феликс Магрезович
Фе́ликс Магре́зович На́ниев (осет. Наниты Маргезы фырт Феликс; 10 февраля 1950, Ногир, Северо-Осетинская АССР, РСФСР, СССР — 19 ноября 2023) — советский тяжелоатлет, рекордсмен мира в рывке, двукратный чемпион СССР, многократный победитель международных турниров. Мастер спорта международного класса по тяжелой атлетике.  

## Биография
Родился 10 февраля 1950 года в селении Ногир Пригородного района Северной Осетии — Алании. В 1966 году начал заниматься тяжёлой атлетикой. Тренировался у заслуженного тренера СССР Владимира Акоева. Феликс первый из осетин, который стал мастером спорта международного класса, а также первый рекордсмен мира в толчке двумя руками (результат 194,5 кг, 1971 год). В 1970 году стал чемпионом РСФСР среди молодёжи, чемпионом СССР и победителем международного турнира «Олимпийская неделя» в Берлине. В 1971 году стал чемпионом РСФСР среди молодёжи и чемпионом СССР. В 1972 году стал победителем двух международных турниров на лучшую атлетическую фигуру в Вене и Каире.
В 1973 году стал чемпионом РСФСР среди взрослых и бронзовым призёром чемпионата СССР. В 1974 году стал победителем Кубка «Паннония» в Венгрии. В 1975 году стал серебряным призёром Кубка СССР.
В 1982 году окончил Государственный центральный ордена Ленина институт физической культуры, после этого вернулся в родное селение Ногир и стал работать тренером. Был одним из первых тренеров Олимпийского чемпиона, чемпиона мира и Европы — Тимура Таймазова.
До последних дней работал директором ДЮСШ в Ногире.
Скончался 19 ноября 2023 года.

## Спортивные достижения
- Двукратный чемпион СССР (1970, 1971)
- Чемпион РСФСР среди взрослых (1973)
- Двукратный чемпион РСФСР среди молодёжи (1970, 1971)
- Победитель международного турнира «Олимпийская неделя» в Берлине (1970)
- Победитель Кубка «Паннония» в Венгрии (1974)